# Volksvergadering van Albanië
De Volksvergadering van Albanië (Albanees: Kuvendi i Shqipërisë), is het 140 zetels tellende eenkamerparlement van de Republiek Albanië. In de regel worden om de vier jaar verkiezingen gehouden voor de Volksvergadering. 100 leden van het parlement worden rechtstreeks gekozen, de overige 40 leden worden via getrapte verkiezingen gekozen.
Thans (2022) zijn er 15 partijen in de Volksvergadering gekozen. De grootste fractie in het parlement is die van de Socialistische Partij van Albanië (PS) met 74 zetels. Lindita Nikolla van de PS is voorzitter van de Volksvergadering.
Verkiezingen verlopen is Albanië over het algemeen eerlijk, met uitzondering die van 1996 (zie: Albanese parlementsverkiezingen (1996)).
Tijdens de communistische periode (1946-1991) was de voorzitter van het Presidium van de Volksvergadering staatshoofd van Albanië. Alle leden van de Volksvergadering waren in die tijd lid van het Democratisch Front (overkoepelende massaorganisatie van de communistische Albanese Partij van de Arbeid).

## Zetelverdeling in de Volksvergadering
- Zetelverdeling na de parlementsverkiezingen van 25 april 2021:

| Partij                                                                        | Zetels |
| ----------------------------------------------------------------------------- | ------ |
| Socialistische Partij van Albanië (Partia Socialiste e Shqipërisë)            | 74     |
| Democratische Partij van Albanië (Partia Demokratike e Shqipërisë)            | 59     |
| Socialistische Beweging voor Integratie (Lëvizja Socialiste për Integrim)     | 4      |
| Sociaaldemocratische Partij van Albanië (Partia Socialdemokrate e Shqipërisë) | 3      |
| Totaal                                                                        | 140    |

## Lijst van voorzitters van hetPresidiumvan de Volksvergadering[1]
| Persoon      | Periode                            | Partij          |
| ------------ | ---------------------------------- | --------------- |
| Omer Nishani | 12 januari 1946 - 1 augustus 1953  | PCSh; 1948 PSSh |
| Haxhi Lleshi | 1 augustus 1953 - 22 november 1982 | PSSh            |
| Ramiz Alia   | 22 november 1982 - 30 april 1991   | PSSh            |

## Lijst van voorzitters van de Volksvergadering
| Persoon          | Periode           | Partij          |
| ---------------- | ----------------- | --------------- |
| Petro Dode       | 1987 - 1991       | PPSh            |
| Kastriot Islami  | 1991 - 1992       | PPSh; 1991 PSSh |
| Pjetër Arbnori   | 1992 - 1997       | PDSh            |
| Skënder Gjinushi | 1997 - 2001       | PSDSh           |
| Namik Dokle      | 2001 - 2002       | PSSh            |
| Servet Pëllumbi  | 2002 - 2005       | PSSh            |
| Jozefina Topalli | 2005 - 2013       | PDSh            |
| Ilir Meta        | 2013 - 2017       | LSI             |
| Valentina Leskaj | 2017 (waarnemend) |                 |
| Gramoz Ruçi      | 2017 - 2021       | PS              |
| Lindita Nikolla  | sinds 2021        | PS              |

## Verwijzing
1. ↑  Staatshoofden van de Volksrepubliek Albanië